# Rotundan 3

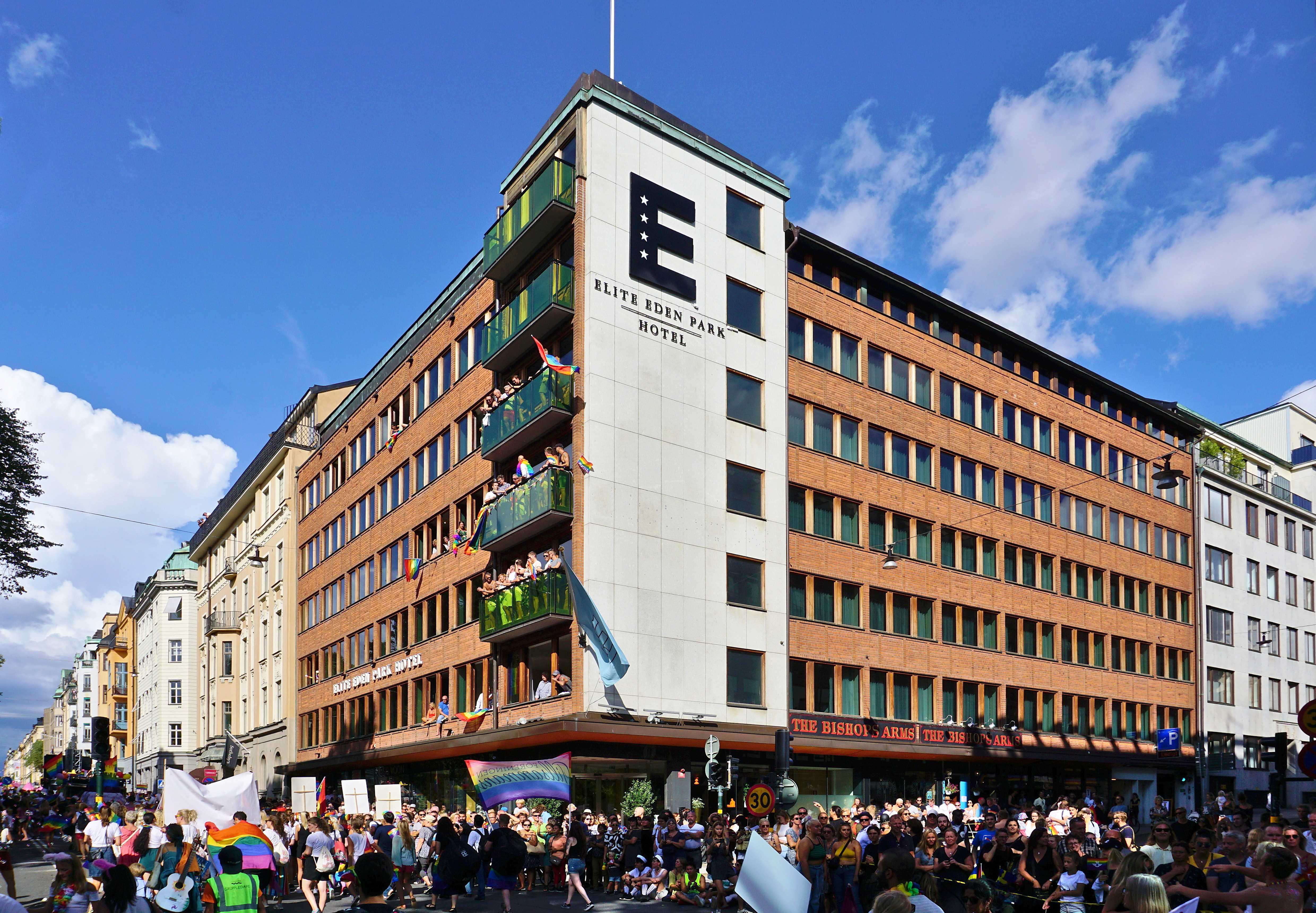
Elite Eden Park Hotel, augusti 2018

Rotundan 3 är en fastighet i hörnet Sturegatan 22 / Linnégatan 1 på Östermalm i Stockholm. Byggnaden stod färdig 1959 och var ursprungligen Boliden AB:s huvudkontor. Sedan 2010 ligger här Elite Eden Park Hotel.

## Byggnaden

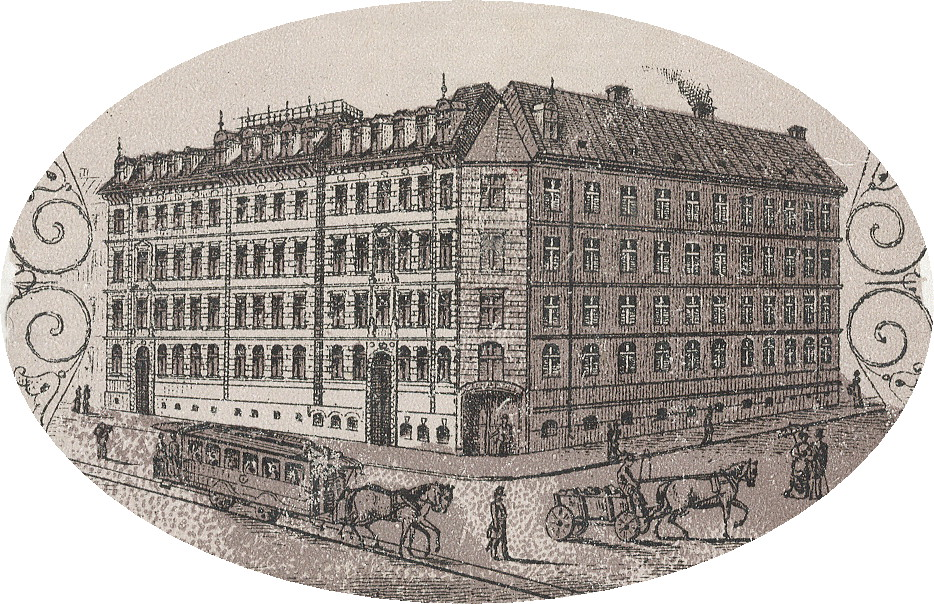
Ursprungsbyggnaden, 1890.

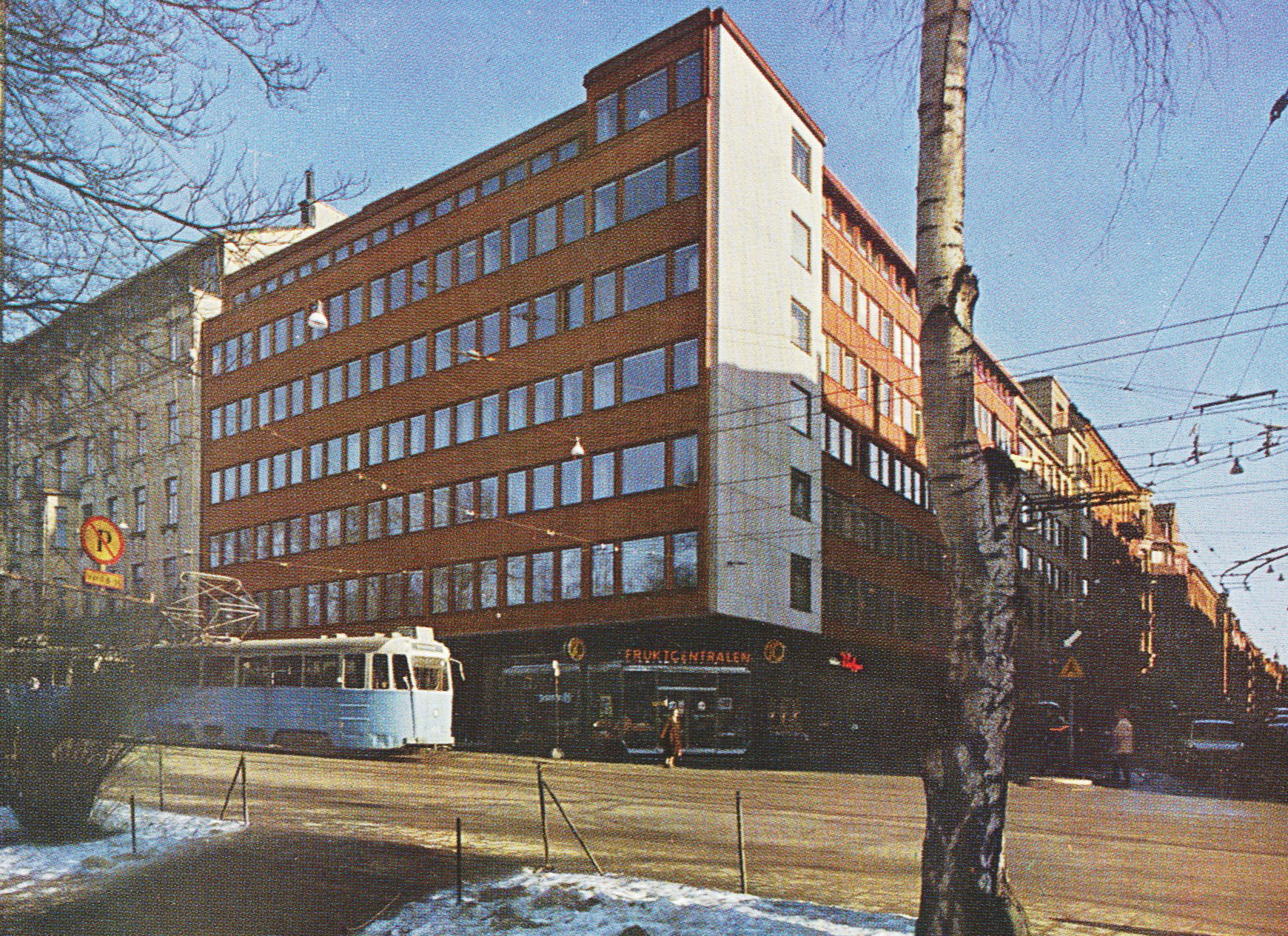
Bolidens nya kontorshus på 1960-talet.

Fastigheten Rotundan 3 (ursprungligen Humlegården 43) bebyggdes första gången 1874 med ett bostadshus. Det uppfördes samtidigt med Rotundan 4 och fick samma utseende. Båda husens fasader utgjorde en hel symmetrisk front mot Humlegården. Bebyggelsen på Rotundan 3 revs i mitten av 1950-talet och på platsen uppfördes ett kontorshus för Boliden AB som stod färdigt 1959. Rotundan 4 finns fortfarande kvar men ombyggdes 1906 och förlorade då sitt ursprungliga utseende.
Boliden anlitade sin ”hovleverantör” arkitekt Sven Kjerr att gestalta den nya byggnaden. Kjerr hade sedan 1945 företaget som huvuduppdragsgivare. Byggnaden fick tre våningar under mark, sex våningar ovan mark och en indragen takvåning. Hörnet accentuerades genom en något högre volym i sju våningar. Fasaderna kläddes med rött mönstermurat fasadtegel och hörnets sida mot Linnégatan med vit polerad marmor. I höjd med bottenvåningen kläddes fasaden med svart polerad marmor. Ovanför bottenvåningen anordnades en kopparklädd baldakin. 
Kontorsrummen låg längs ytterväggarna med en mörk kärna i mitten som innehöll hissar, toaletter, kapprum, arkivrum och liknade. I mitten av 1990-talet såldes fastigheten till AP fastigheter som lät rusta upp kontorshuset efter ritningar av White arkitekter.

## Hotell
År 2009 förvärvades Rotundan 3 av AFA Fastigheter som lät bygga om huset till hotell med drygt 120 rum, restaurang och pub. Här öppnade i oktober 2010 hotellkedjan Elite Hotels of Sweden sitt nya hotell Elite Eden Park Hotel.  Namnet ”Eden Park Hotel” inspirerades troligen av det anrika Eden Terrace Hotel som låg i grannkvarteret vid Sturegatan 10 mellan 1930 och 1993. Hotellet erbjuder idag (2020) 124 rökfria rum, två konferensrum samt gym. I bottenvåningen ligger Asieninspirerade restaurangen Miss Voon och puben The Bishops Arms.

## Bilder

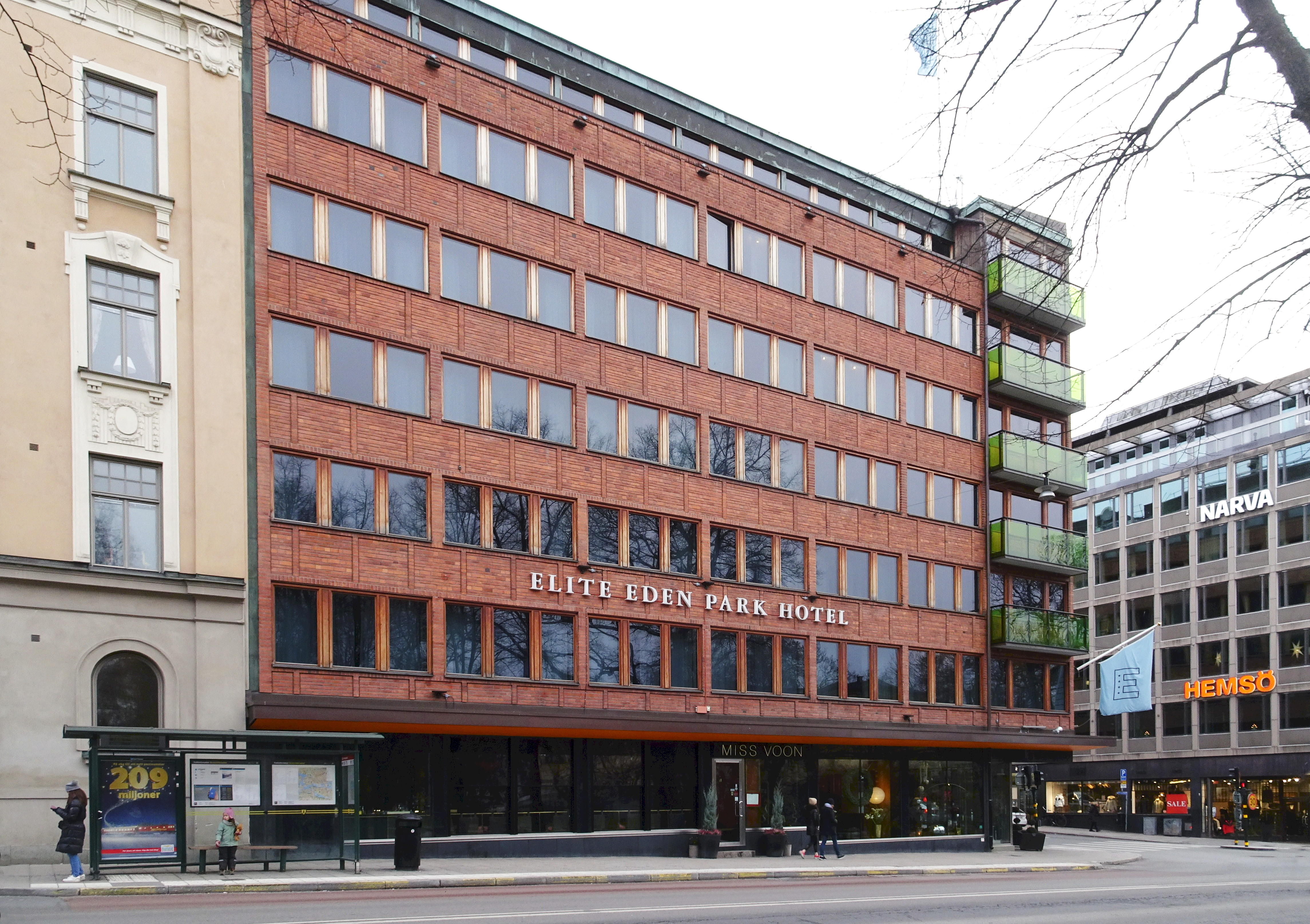
Fasad mot Sturegatan.
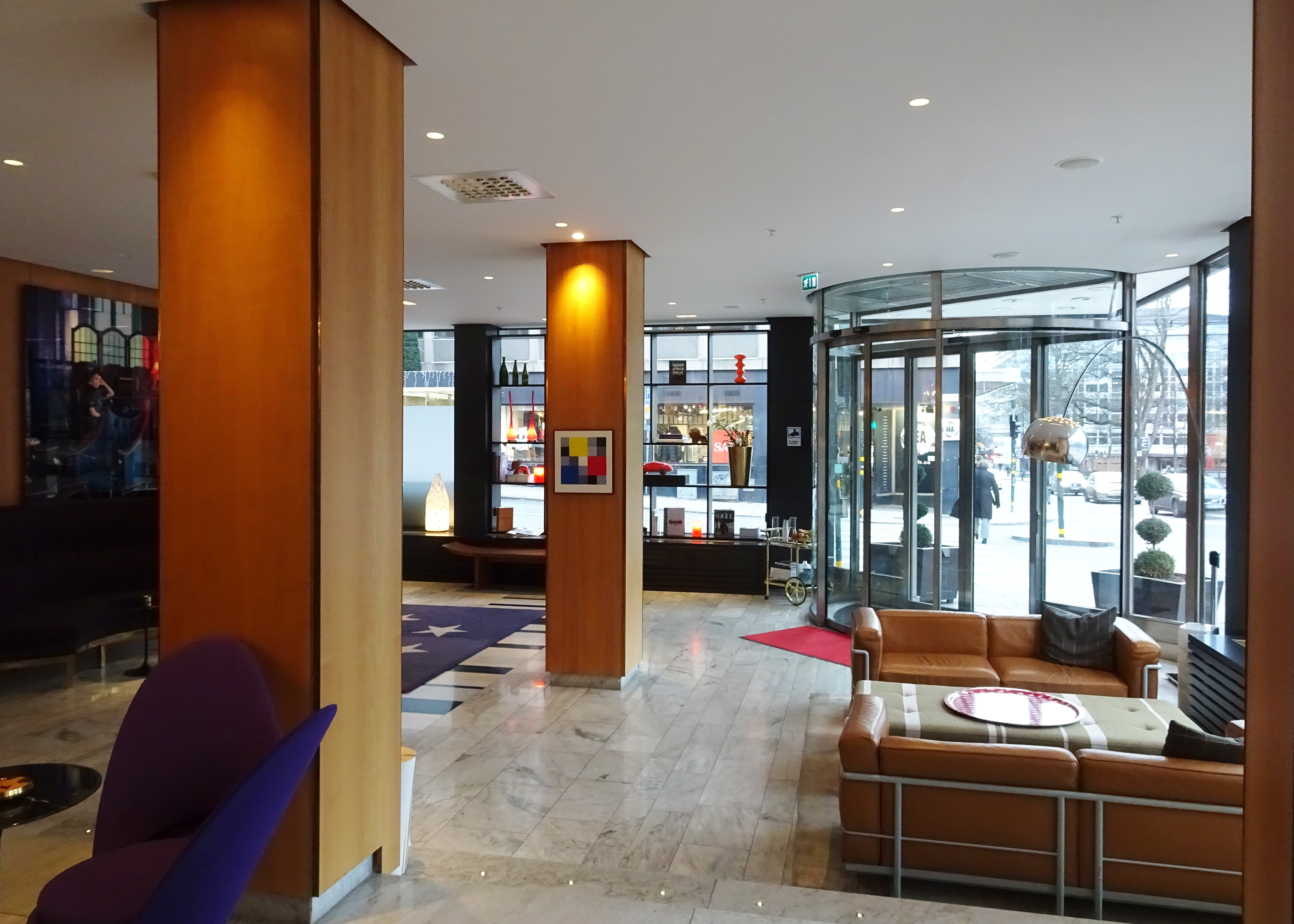
Hotellobbyn.
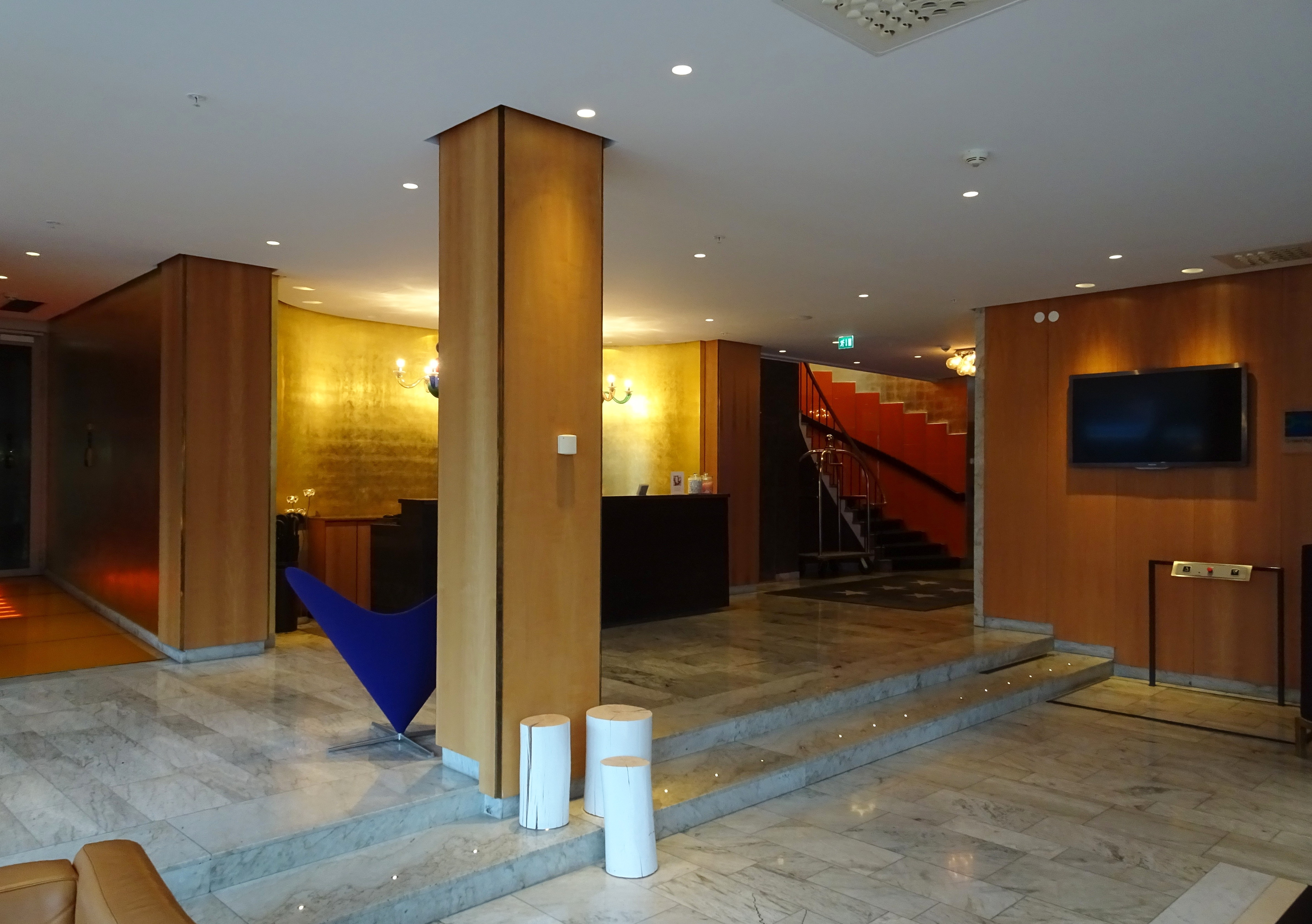
Receptionen.
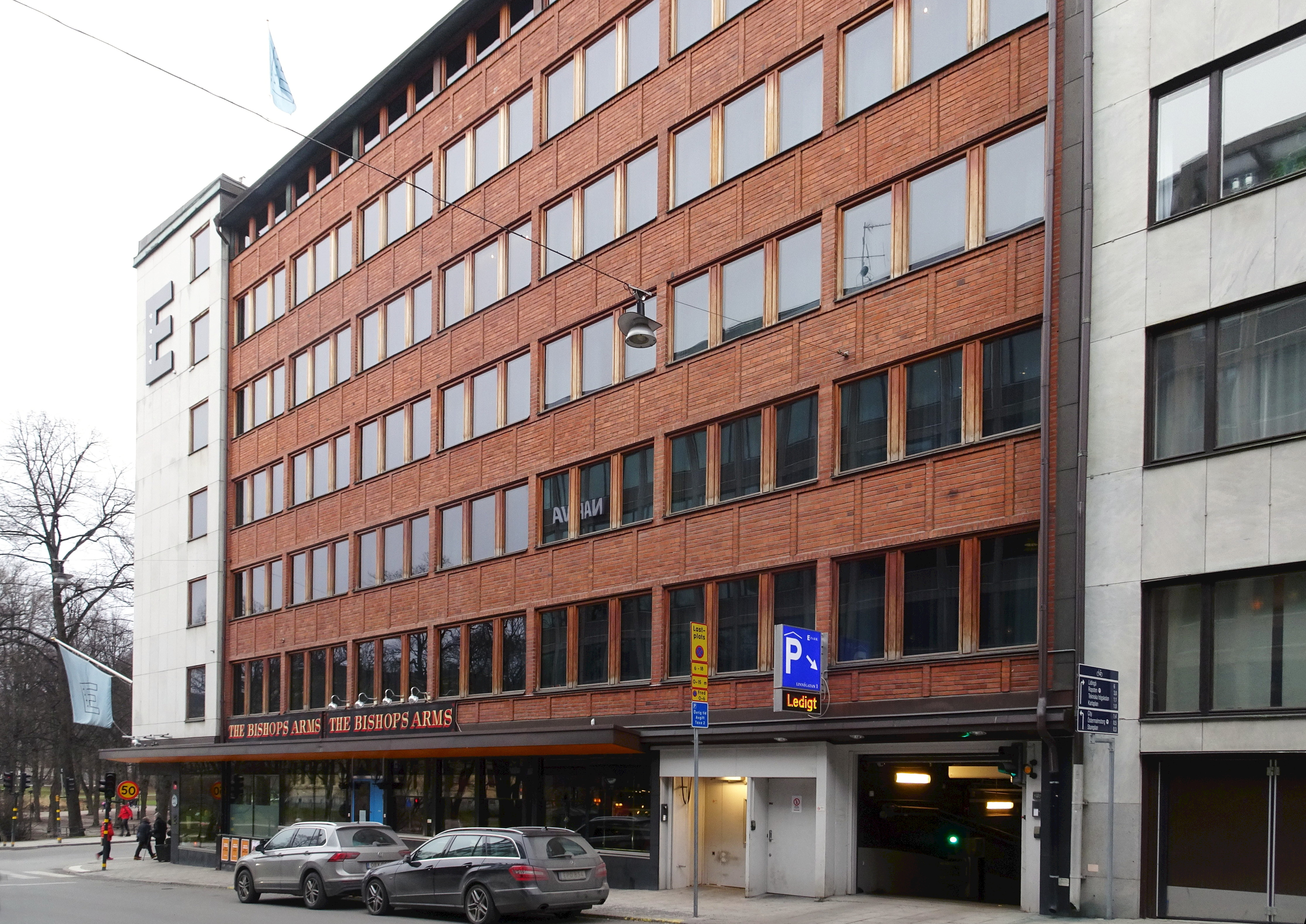
Fasad mot Linnégatan.